# تد اسمیت (دوچرخه‌سوار)
تد اسمیت (انگلیسی: Ted Smith; ۹ اوت ۱۹۲۸ – ۸ مهٔ ۱۹۹۲) دوچرخه‌سوار اهل ایالات متحده آمریکا بود. وی در بازی‌های المپیک تابستانی ۱۹۴۸ شرکت کرده است.